# Megacyllene unicoloricollis
Megacyllene unicoloricollis es una especie de escarabajo longicornio del género Megacyllene, tribu Clytini, subfamilia Cerambycinae. Fue descrita científicamente por Fuchs en 1961.

## Descripción
Mide 8,5-14 milímetros de longitud.

## Distribución
Se distribuye por Brasil.